# Hendecasis duplifascialis
Hendecasis duplifascialis là một loài bướm đêm trong họ Crambidae.